# Шродски окръг (Долносилезко войводство)
Шродски окръг (на полски: Powiat średzki) е окръг в Югозападна Полша, Долносилезко войводство. Заема площ от 704,14 км2. Административен център е град Шрода Шльонска.

## География
Окръгът се намира в историческата област Долна Силезия. Разположен е в централната част на войводството.

## Население
Населението на окръга възлиза на 51 782 души (2012 г.). Гъстотата е 74 души/км2.

## Административно деление
Административно, окръгът е разделен на 5 общини.
Градско-селска община:
- Община Шрода Шльонска

Селски общини:
- Община Костомлоти
- Община Малчице
- Община Менкиня
- Община Уданин

## Фотогалерия
- Шрода Шльонска
- Менкиня
- Уданин